# الدوري الهندوراسي الدرجة الأولى لكرة القدم 1996-97
الدوري الهندوراسي الدرجة الأولى لكرة القدم 1996-97 هو موسم من الدوري الهندوراسي الدرجة الأولى لكرة القدم. فاز فيه نادي ديبورتيفو أوليمبيا.